# Since U Been Gone
"Since U Been Gone" é uma canção da cantora norte-americana Kelly Clarkson, gravada para o seu segundo álbum de estúdio Breakaway. Foi composta e produzida por Max Martin e Dr. Luke, com auxílio da própria Clarkson na escrita. Martin escreveu a obra originalmente com Pink em mente, mas a cantora recusou-a. Hilary Duff também foi escolhida para a interpretar, mas viu-se obrigada a rejeitar por não conseguir atingir as notas mais altas. Finalmente, Kelly recebeu o tema através de Clive Davis que convenceu os compositores que seria a melhor escolha. A artista decidiu trabalhar na música, fazendo parte também da sua elaboração lírica, acrescentando ainda acordes de guitarra mais pesados e aumentando a presença da bateria após considerar que a demo tinha um "som óbvio de pop". Foi ainda o último registo a ser terminado para o alinhamento do disco. 
Originalmente, seria o single de avanço de Breakaway, contudo foi substituído pela faixa-título e serviu como segundo foco de promoção. A RCA Records acabou por enviar "Since U Been Gone" para as rádios norte-americanas a 16 de Novembro de 2004, lançando posteriormente a 23 de Dezembro do mesmo ano na loja digital iTunes de vários países, incluindo os Estados Unidos e Portugal. A nível musical, a canção deriva de origens estilísticas de pop rock e power pop, que infunde som electrónico com uma mistura de rock alternativo suave. A sua sonoridade é composta através dos vocais, juntando acordes de guitarra e sintetizadores. Liricamente, o tema mostra o ponto de vista de uma mulher que expressa o seu sentimento de alívio com o final de um relacionamento conturbado.
Os críticos de música contemporânea fizeram análises positivas à canção após o lançamento do disco, denominando-a como o destaque do álbum e um dos melhores trabalhos pop da última década. A obra obteve um desempenho comercial positivo, conseguindo chegar à segunda posição da Billboard Hot 100 dos Estados Unidos. Contudo, foi na Pop Songs que liderou durante sete semanas consecutivas. Na Europa, conseguiu atingir as dez primeiras posições de vários outros países, como a Alemanha, Áustria, Irlanda, Reino Unido e Suíça. Na Austrália conseguiu chegar ao terceiro lugar da ARIA Singles Chart, e posteriormente a Australian Recording Industry Association (ARIA) certificou o single com disco de platina, pelas mais de 70 mil descargas digitais vendidas. A Music Canada e a Recording Industry Association of New Zealand (RIANZ) também atribuíram um galardão de platina.
O vídeo musical, dirigido por Alex Da Rakoff, estreou a 16 de Novembro de 2004 durante o já extinto programa de televisão Total Request Live. Apresenta a cantora a destruir o apartamento do ex-namorado, enquanto interpreta divertidamente a melodia. O teledisco recebeu três nomeações para os MTV Video Music Awards de 2005, vencendo em duas categorias, nomeadamente Best Female Video e Best Pop Video. Na 48.ª edição dos Grammy Awards, a obra arrecadou um galardão dourado por Best Female Pop Vocal Performance. A faixa recebeu várias interpretações ao vivo como parte da sua divulgação, e inclusive esteve no alinhamento das digressões mundiais Breakaway World Tour, Addicted Tour, My December Tour, 2 Worlds 2 Voices Tour, All I Ever Wanted Tour e Stronger Tour, que passaram pelos continentes americanos, Ásia, Europa e Oceania. "Since U Been Gone" recebeu atenção por parte de outros artistas que fizeram a sua própria versão, como a banda de rock A Day to Remember e Tokyo Police Club, além de ter sido incluída na banda sonora da décima segunda temporada da soap opera brasileira Malhação.

## Antecedentes e lançamento
"Entrei em estúdio na Suécia com Max Martin. Gravámos [o tema] lá com Max e com o co-escritor da canção, Lukasz Gottwald. Na primeira vez que ouvi a música, senti-a um pouco pop demais, então perguntei se poderíamos incluir um pouco de rock no tema. Colocamos algumas guitarras mais pesadas e baterias. Agora é explosivo."

— Primeira impressão de Clarkson sobre "Since U Been Gone".
Numa entrevista para a revista Blender, Martin e Dr. Luke revelaram que originalmente seria Pink a cantar "Since U Been Gone", contudo, a cantora rejeitou-a. De seguida, a equipa de Hilary Duff também estava interessada no tema, mas acabou por desistir devido à falta de alcance nas notas mais altas pela artista. Acabou por ser Clive Davis a convencer os dois produtores a entregar a música a Kelly, mesmo que no início estivessem relutantes. Davis afirmou que "Max estava a tentar seguir em frente com o que tinha feito com os Backstreet Boys, e realmente passou algum tempo convencê-los de que um vencedor do 'American Idol' podia trazer todo o sentimento e paixão que eram necessários".
De acordo com a MTV, Clarkson já tinha terminado de gravar o material para o seu segundo álbum, Breakaway, quando foi avisada pela equipa de A&R que teria de viajar para a Suécia para se encontrar com Martin e Dr. Luke. Ambos os produtores estavam envolvidos num trabalho de produção mais pop, mas queriam também explorar o género rock, o que levou à artista concordar colaborar com a dupla. Numa entrevista à Billboard, Dr. Luke explicou como chegaram à conclusão da composição técnica da faixa:
| “ | Foi um movimento consciente dado pelo Max e por mim, porque estávamos a ouvir música alternativa e indie e a falar sobre uma música - não me lembro qual era. Eu disse, 'Ah, eu adoro essa música', e Max respondeu do tipo, 'Se eles simplesmente incluíssem um maldito refrão pop nela!' Estava a deixar-me louco, porque essa música indie era uma espécie de em seis, vai a sete, indo a oito, o coro vem... e retorna para cinco [oitavas]. Deixava-o louco. E quando ele disse que, como se se fizesse luz, 'Porque não fazemos isso, mas colocamos um grande refrão?' Funcionou. | ” |

A obra foi a última faixa a ser gravada por Clarkson para Breakaway. No início, a artista não estava totalmente convencida com a perspectiva de gravar a canção, afirmando: "Não tinha letra nenhuma e a melodia não estava realmente finalizada [...] a faixa foi concluída num computador, não havia banda nela. A minha editora estava a passar-se com isso e eu só perguntava, 'porquê?'". A cantora também confessou que a primeira vez que escutou a música, sentiu que soava um pouco pop demais para a sua direcção musical e decidiu incorporar guitarras e bateria.
O tema foi enviado para as rádios norte-americanas a 16 de Novembro de 2004 através da editora discográfica RCA Records, e posteriormente, a 23 de Dezembro foi disponibilizado digitalmente na loja iTunes. Em 2005, na Europa, também foi comercializado em CD single e maxi single durante o verão. De início, "Since U Been Gone" seria o primeiro single do disco, mas foi substituído por "Breakaway", a faixa-título, que serviu de promoção ao filme The Princess Diaries 2: Royal Engagement, e acabou por ser o segundo foco de promoção do álbum.

## Estilo musical e letra
"Since U Been Gone" é uma canção de tempo moderado que incorpora elementos de estilo pop rock e power pop, produzida por Max Martin e Dr. Luke. A sua gravação decorreu em 2004 no estúdio Maratone em Estocolmo, na Suécia e Westlake Audio na Califórnia. A sua composição foi construída com acordes de guitarra e vocais fortes que denominam um refrão longo e poderoso. Consiste ainda no uso de bateria por Olle Dahlstedt, baixo e teclado por Dr. Luke, e a mistura a cargo de Serban Ghenea. Os editores do Popdose notaram que o tema contém "um brilho electrónico avançado", que infunde uma dicotomia adequada entre o som alto e macio de rock alternativo embutido. Film Laureate do Blogcritics prezou a obra pela sua "grande energia, vocalmente poderosa, algo pop/rock com um gancho que é contagiante". Os trabalhadores da revista Entertainment Weekly partilharam da mesma opinião, considerando que destaque os "vocais sublimes" de Clarkson. Dave Donnelly do sítio Sputnikmusic comparou os arranjos musicais da música aos de "Behind These Hazel Eyes". Donnelly considerou que ambas permitem que as melodias se representem a elas próprias porque os acordes complementam os vocais de Kelly.
A letra foi escrita pela própria Clarkson, com o auxílio dos produtores Martin Sandberg e Lukasz Gottwald. De acordo com a partitura publicada pela Universal Music Publishing Group, a música é definida no tempo de assinatura moderado com um metrónomo de 132 batidas por minuto. Composta na chave de sol maior com o alcance vocal que vai desde da nota baixa de sol em três oitavas, para a nota de alta de sol em cinco oitavas. A narrativa da canção é feita na primeira pessoa, demonstrando o ponto de vista de uma mulher que está aliviada com o final do seu relacionamento amoroso. Steve Lampiris do ZME Music prezou os vocais de Clarkson como o coração do tema, considerando que o refrão implica que foi ela a terminar a relação. Lampiris destacou os versos "Consigo respirar pela primeira vez / Estou a avançar, yeah yeah" como "se o seu ex fosse um total idiota ou ela merecesse uma nomeação para os Óscares". Numa entrevista com a Dan Snierson da publicação Entertainment Weekly, observou-se que Clarkson cantava "Tão juntos, mas de coração partido por dentro / Porque eu não consigo respirar" em "Behind These Hazel Eyes", mas em "Since U Been Gone", uma das linhas pode ouvir-se "Mas desde que se foi embora / Consigo respirar pela primeira vez". Snierson questionou se a artista seria asmática bipolar, ao que esta respondeu que "Behind These Hazel Eyes" é sobre uma tola que é infeliz porque ele estragou tudo e em "Since U Been Gone" é uma expressão de alívio, porque agora é ele o miserável.

## Recepção

### Análise pela crítica
As críticas após o lançamento da faixa foram geralmente positivas. Gary Trust da publicação norte-americana Billboard afirmou que a música era "uma definição dos anos 2000". Trust comentou sobre o seu estatuto como um modelo para outras canções pop femininas, como visto em produções de músicas de artistas como Miley Cyrus, Katy Perry e Pink. Sal Cinquemani da revista Slant Magazine considerou que Clarkson fez uma boa imitação de Pat Benatar em "Since U Been Gone". Cinquemani concluiu a sua revisão enfatizando que Breakaway prova que Clarkson, com sucesso, esquivou-se de um provável falhanço do seu segundo projecto, mas que este tema ajudou a estabelecer o seu sucesso. A equipa da Slant mais tarde incluiu o single em 13.º lugar na sua lista Best of the Aughts: Singles, escrevendo que prova a forte habilidade de Kelly enquanto vocalista bem como a sua versatilidade como artista. Em análise do disco, Stephen Thomas Erlewine do portal MSN notou que a obra, "Walk Away" e "You Found Me" destacavam-se entre as outras, adjectivando-as de "poderosas e jovens". Stephen Thompson do programa de rádio NPR Music denominou-a "um dos melhores hinos pop da década", que é infundida com energia, carisma e a intensidade em plenos pulmões. Steve Lampiris do ZME Music opinou que era "uma das poucas canções pop perfeitas lançadas nos últimos dez anos", afirmando que é difícil determinar a razão principal de tanto sucesso. Rohin do Blogcritics fez uma crítica positiva ao tema, realçando que "é quase uma das melhores peças pop descartáveis da história recente". O editor também revelou que "podemos abrir janelas do carro e abanar a cabeça com orgulho no caminho através de uma luz amarela em algum lugar numa rua de subúrbio".

### Prémios e reconhecimento
Na 48.ª edição dos Grammy Awards, a obra arrecadou um galardão dourado por Best Female Pop Vocal Performance. Em 2005, na cerimónia Teen Choice Awards, foi reconhecida como Choice Single, além de arrecadar um troféu nos XM Nation Music Awards na categoria Best Pop Sing-Along. A música recebeu ainda indicações para os Radio Music Awards como a mais tocada do ano, mas acabou por perder para "We Belong Together" de Mariah Carey. Na edição de 2005 dos Billboard Music Awards, a canção recebeu duas nomeações, uma delas para Hot 100 Single of the Year que acabou por ser entregue novamente a "We Belong Together" de Carey e Digital Song of the Year que perdeu para "Hollaback Girl" de Gwen Stefani.
"Since U Been Gone" também recebeu reconhecimento por parte da média. A revista Entertainment Weekly colocou-a na sua lista de final de década, dizendo: "Pode alguém fazer a amargura parecer melhor? Nada tem mais pacotes de raiva do que a resposta para o ex insensível". A publicação Pitchfork Media considerou a 21.ª melhor faixa dos anos 2000; completando que "deu-nos um dos ralis mais contundentes dos últimos dez anos, um coro perfeitamente com um refrão que será o sucesso dos caraoques durante anos". Bill Lamb de About.com classificou a canção como a 13.ª melhor música pop de todos os tempos, expressando que "Kelly Clarkson afirmou que insistiu em adicionar a sensação rock à gravação. O resultado foi um registo que capturou o som predominante do pop quase-perfeito". A NME colocou o tema no número 135 na sua lista "150 Best Tracks of the Past 15 Years", complementando que "o que deveria ter sido uma fatia de poder americano transformou-se numa brilhante resposta para qualquer género". O jornal The A.V. Club avaliou como uma de suas canções favoritas sobre separações alegres, escrevendo "no minuto que o baixo e bateria eletrónica se iniciam, passa a ser um hino de desprezo, uma chamada para a auto-realização, e um instante de mãos-no-ar como numa festa". A Rolling Stone elaborou uma lista em 2010 das 500 melhores de todos os tempos, em que "Since U Been Gone" ficou na posição 482, enquanto os leitores consideraram que o melhor posto seria o nono. A equipa da rádio AOL estabeleceu o décimo lugar para a lista das dez faixas sobre separações, enquanto que Sarah Muller da MTV colocou-a na liderança na reprodução de músicas para o Dia de São Valentim.

## Vídeo musical

### Antecedentes e sinopse
O vídeo musical, dirigido por Alex Da Rakoff, foi gravado no início do mês de Novembro de 2004. Clarkson, numa entrevista com o canal MTV, que concebeu a ideia depois de assumir que a vingança é o que toda a mulher quer fazer quando o seu namorado lhes mente:
| “ | Você sabe, 'Porque não ir a casa dela e sujá-la toda? [...] E foi o que fiz no vídeo. Tudo o que eu faço é partir as coisas. É um trabalho fixe. Poderia acostumar-me a isso. No começo, começo a fazer tombar as coisas e manchar as paredes e parece o meu apartamento, mas acaba por ser o da rapariga com a qual ele me está a trair, por isso é um vídeo humorístico | ” |

A sua estreia ocorreu a 16 de Novembro de 2004 através do programa Total Request Live, contudo, ficou disponível na edição do maxi single no continente europeu.

Clarkson, depois de destruir o apartamento, sai pela porta enquanto chega o seu ex-namorado com a amante que ficam chocados quando entram na habitação.

A trama, com uma duração superior a três minutos, começa com a cantora numa sala de estar de um apartamento. Na cena seguinte, Clarkson caminha para uma casa-de-banho e atira para o ar vários produtos que estão dentro de um armário. Durante o refrão, a artista interpreta a música ao vivo para uma multidão que dança numa discoteca. Posteriormente, caminha casualmente numa habitação cheia de armários. Corta vários vestidos, vasculha os armários e tira a roupa. De seguida, após o segundo refrão, Kelly entra num quarto e começa a rasgar uma almofada em cima da cama, deixando penas por todo o lado. Na transição seguinte, são mostradas cenas alternadas entre o concerto ao vivo e uma montagem de destruição do apartamento pela jovem. Mais tarde, descobre uma fotografia emoldurada do seu ex-namorado com outra rapariga na sala, antes de deitar abaixo um suporte cheio de CD. Em seguida, Clarkson parte uma mesa ao meio com a moldura que tinha encontrado anteriormente. Após toda a destruição da casa, Kelly sai pela porta da rua com ar triunfante e um chapéu na cabeça, acabando por se encontrar com o ex-namorado e a amante, de braços dados a chegar à habitação. Na cena final, a cantora ri-se para a câmara, enquanto que o casal entra no apartamento e fica em choque com o resultado trágico.

### Recepção e prémios
Stephen Thompson do NPR Music ficou decepcionado com o teledisco porque "enfraquece a sua mensagem a um nível alarmante: As palavras dizem "Desde que te foste embora / Consigo respirar pela primeira vez', mas as fotos dizem, 'Vou acabar contigo e necessito de destruir tudo da tua propriedade". Nos MTV Video Music Awards de 2005, o projecto recebeu nomeações para três categorias; venceu Best Female Video e Best Pop Video, perdendo a terceira Viewer's Choice para "Boulevard of Broken Dreams" da banda Green Day. O sítio MusicOMH posicionou o trabalho como o 86.º melhor da última década. A Fevereiro de 2012, o vídeo musical recebeu um tratamento pop-up pela estação de música VH1, em que aparecem bolhas contendo curiosidades e insinuações sexuais durante todas as cenas.

## Divulgação

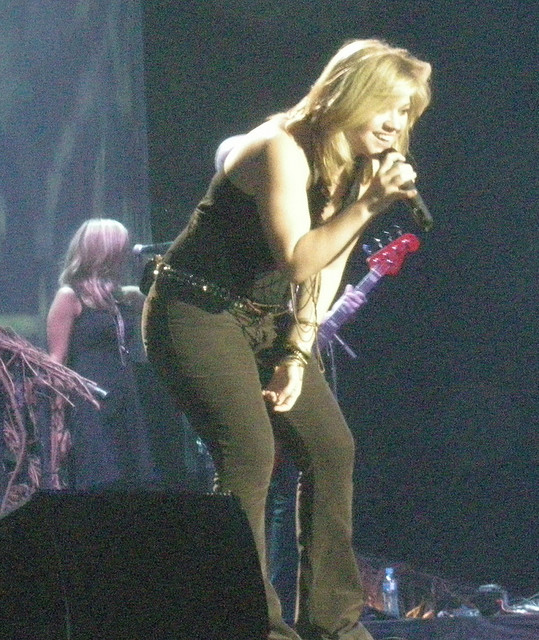
Clarkson a interpretar "Since U Been Gone" durante a digressão mundial My December Tour.

A divulgação da obra começou na cerimónia MTV Video Music Awards de 2005, cuja performance obteve críticas positivas por parte dos analistas, que consideraram um dos pontos fortes do evento. Actuando descalça, Clarkson cantou enquanto chovia em forma de cascata em cima público. A cantora revelou numa entrevista com a revista People que esse foi um dos seus momentos favoritos de televisão durante o espectáculo, afirmando o seguinte: "Odeio estar bem vestida, de modo que estava encharcada e com rímel espalhado no meu rosto, foi definitivamente o ponto alto da minha noite!".  Becky Bain do sítio musical Idolator considerou que era uma das actuações ao vivo mais memoráveis de Kelly, enquanto que Kelefa Sanneh do The New York Times opinou que o seu desempenho foi muito sólido, apesar da sensação de que soou melhor seca do que encharcada. A jovem também interpretou a canção no programa televisivo Saturday Night Live no mesmo ano, além de nos Brit Awards de 2006 que foram transmitidos a partir de Earls Court, em Londres.
"Since U Been Gone" também foi promovida através de várias digressões mundiais de Kelly. Foi incluída no alinhamento da My December Tour, que passou por arenas como Mohegan Sun Arena em Uncasville. Durante a actuação no Beacon Theatre, em Nova Iorque, agitou multidão num frenesim que resultou no término abrupto do espectáculo. Durante a All I Ever Wanted Tour, a cantora fez uma performance em Hammerstein Ballroom, que chamou a atenção de Caryn Ganz da publicação Rolling Stone, que comentou "a sala transformou-se num mar eléctrico de braços no ar". Em 2011, Kelly também a cantou em conjunto com "Mr. Know It All" no programa The Ellen DeGeneres Show, a fim de promover o seu quinto álbum de estúdio Stronger. No especial televisivo VH1 Divas Celebrates Soul, o tema esteve incluído numa mistura com outras canções como "You Keep Me Hangin' On", "Spotlight" e "Real Love" com as cantoras Mary J. Blige e Jennifer Hudson. A turné mundial Stronger Tour que decorreu durante o ano de 2012, também recebeu a faixa no seu alinhamento, sendo interpretada com arranjos musicais. Grey Haymes do jornal Times Union observou que foi "refeita e remodelada com um latejante acorde de baixo e um pulso irresistível techno como base para sua música cheia de gancho pop".

## Outras versões e uso na média

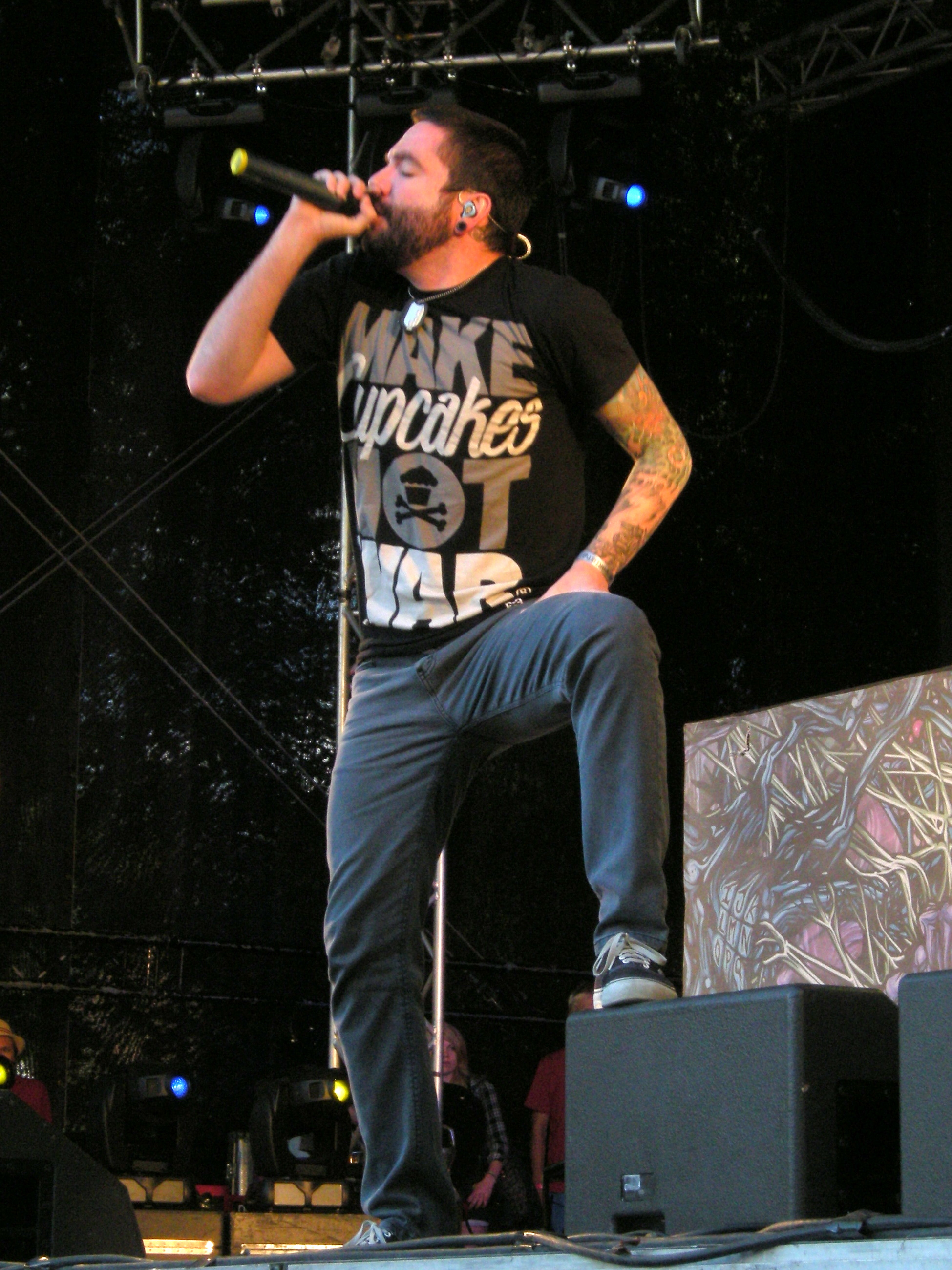
O grupo A Day to Remember gravou a sua própria versão e disponibilizou no relançamento do seu disco, For Those Who Have Heart.

A faixa também recebeu atenção por parte de outros artistas, que fizeram a sua própria versão. A 27 de Setembro de 2011, o actor Joseph Gordon-Levitt interpretou a música ao estilo de Axl Rose no programa Late Night with Jimmy Fallon. Butch Walker incluiu também a sua variante no álbum Cover Me Badd. Dave Donelly do Sputnikmusic prezou o músico pelo seu trabalho por estar perto do tema de Clarkson. A inglesa Florence Welch juntou-se a Mark Ronson e interpretaram a obra nos bastidores da Arena O2 durante o festival Diesel U Music Radio. O grupo A Day to Remember gravou a sua própria vertente e disponibilizou no relançamento do seu disco, For Those Who Have Heart. Ted Leo gravou uma versão acústica da faixa filmada numa sessão de web, algumas horas depois de assistir ao vídeo musical de Kelly. Leo comentou: "É apenas um grande gancho após o outro. Aprecio os aspectos pop mais avançados dos mesmos. Está escrito de uma forma que é tão transparente em termos de desenhar o que é certo do que é vagamente irritado e popular agora, mas juntos num pacote torna-a perfeita. É inegável". A banda de indie rock Tokyo Police Club incluiu a sua própria gravação no seu projecto "Ten Days, Ten Covers, Ten Years", que consistia em actuar ao vivo durante dez dias. "Here's The Thing" do trabalho Feed the Animals, do DJ Girl Talk, contém demonstrações da melodia de Clarkson. A música faz parte do alinhamento como abertura da compilação lançada para celebrar os dez anos de existência do programa American Idol, que inclui interpretações dos nove vencedores do concurso.
"Since U Been Gone" também serviu como faixa de eleição para vários participantes de concursos musicais. A canção foi interpretada na oitava temporada do American Idol por Todrick Hall. Apesar do desejo dos juízes de ouvir algo original, a performance gerou várias críticas dos jurados,  em que Simon Cowell comentou que Hall parecia uma dançarina tentando cantar. A 26 de Novembro de 2011, Amelia Lily também cantou ao vivo a sua versão da faixa durante a oitava série do The X Factor, sendo elogiada pelos juízes; Louis Walsh sentiu que o seu desempenho foi fácil, enquanto que Kelly Rowland observou que a jovem "atinge essas notas até no seu sono". Na Austrália, Luke O'Dell também utilizou o tema para ser avaliado no mesmo concurso. No dia 13 de Junho de 2012, John Legend e a sua companheira de duetos Meleana Brown, cantaram a obra no formato de competição musical por ABC, Duets. Katy Kroll da revista Rolling Stone criticou-a por ser "quase inaudível", enquanto que Amy Sciarretto do sítio PopCrush partilhou da mesma opinião, adjectivando-a como "decepcionante". Gord Craig do jornal Leader-Post sentiu que Brown não deu o seu melhor, embora tivesse estado melhor que Legend. Na terceira temporada do The Sing-Off, o conjunto vencedor Pentatonix interpretou uma mistura de "Since U Been Gone" e "Forget You" por Cee Lo Green.
O tema também é interpretado durante o enredo do filme de comédia Pitch Perfect. Lanford Beard da Entertainment Weekly disse que "[a cena da performance] organizou os cantores numa tapeçaria a capella inteligente que simultaneamente desembarcou risos e mostrou o talento [dos cantores]". Christy Lemire do The Boston Globe foi positivo quanto à inclusão da faixa, devido ao seu belo resultado que faz "parecer uma fresca abordagem da montagem verdadeiramente verdadeira de um primeiro encontro fracassado". A versão acabou por entrar no alinhamento da banda sonora da produção. "Since U Been Gone" também foi incluída na banda sonora da décima segunda temporada da soap opera brasileira Malhação, exibida entre 2005 e 2006.

## Faixas e formatos
A versão digital de "Since U Been Gone" contém duas faixas, a original com duração de três minutos e oito segundos, e uma gravação ao vivo com três minutos e dezassete segundos. Na Europa, nomeadamente na Alemanha, Países Baixos e Reino Unido, o tema também foi comercializado em versão CD single e maxi single, sendo que o primeiro possui as mesmas duas faixas e o segundo inclui uma gravação ao vivo de "Miss Independent" e uma remistura e vídeo do original.
| Descarga digital |                                        |         |  |
| N.º              | Título                                 | Duração |  |
| 1.               | "Since U Been Gone"                    | 3:08    |  |
| 2.               | "Since U Been Gone" (AOL Live Version) | 3:17    |  |
| Duração total:   | Duração total:                         | 6:25    |  |

| CD single      |                                        |         |  |
| N.º            | Título                                 | Duração |  |
| 1.             | "Since U Been Gone"                    | 3:57    |  |
| 2.             | "Since U Been Gone" (AOL Live Version) | 4:17    |  |
| Duração total: | Duração total:                         | 6:25    |  |

| Maxi single    |                                             |         |  |
| N.º            | Título                                      | Duração |  |
| 1.             | "Since U Been Gone"                         | 3:08    |  |
| 2.             | "Miss Independent" (AOL Live Version)       | 3:16    |  |
| 3.             | "Since U Been Gone" (Jason Nevins Mix Show) | 5:40    |  |
| 4.             | "Since U Been Gone" (vídeo musical)         | 3:08    |  |
| Duração total: | Duração total:                              | 15:13   |  |

| Dance Vault Mixes: Since U Been Gone (Remixes) |                                                               |         |  |
| N.º                                            | Título                                                        | Duração |  |
| 1.                                             | "Since U Been Gone" (Jason Nevins Rock da Edit)               | 3:20    |  |
| 2.                                             | "Since U Been Gone" (Jason Nevins Ambient) (Candlelight Mix]) | 3:29    |  |
| 3.                                             | "Since U Been Gone" (Jason Nevins Club Mixshow)               | 5:34    |  |
| 4.                                             | "Since U Been Gone" (Jason Nevins Club)                       | 7:39    |  |
| 5.                                             | "Since U Been Gone" (Jason Nevins Dub)                        | 7:20    |  |
| 6.                                             | "Since U Been Gone" (Jason Nevins Radio Edit Instrumental)    | 3:50    |  |
| 7.                                             | "Since U Been Gone" (Jason Nevins Radio Edit Acappella)       | 3:37    |  |
| 8.                                             | "Since U Been Gone" (Jason Nevins Reprise)                    | 5:11    |  |

## Desempenho nas tabelas musicais
A obra entrou na 70.ª posição da tabela musical Billboard Hot 100 na semana de 18 de Dezembro de 2004. De seguida, subiu para 53, e mais tarde para número 38. Durante a edição de 9 de Abril de 2005, conseguiu a melhor posição e apenas perdeu a liderança para "Candy Shop" de 50 Cent. Deste feito, "Since U Been Gone" tornou-se a primeira canção por uma artista feminina o segundo lugar em 2005. Foi reconhecida ainda como a primeira música não sendo R&B nem hip-hop a chegar a tal posição desde "Beautiful" de Christina Aguilera em Fevereiro de 2003. Fred Bronson da própria publicação notou que se a melodia tivesse subido à liderança, tornar-se-ia no 41.º número um da marca American Idol. A música ficou entre as dez mais vendidas da Hot 100 durante vinte semanas consecutivas. Depois da semana terminar a 26 de Março de 2005, o single tinha permanecido seis semanas seguidas no topo da Pop 100. Na Billboard Radio Songs, chegou ao quarto lugar como uma das mais reproduzidas nas rádios dos Estados Unidos. A música acabou por ser certificada com disco de platina pela Recording Industry Association of America (RIAA) a 25 de Janeiro de 2006. Em Julho de 2012, a faixa já tinha vendido mais de 2,487,000 descargas digitais no país.
Internacionalmente, o single também obteve um desempenho comercial positivo. Na Austrália, debutou na sua melhor posição, na terceira, a 13 de Fevereiro de 2005. A Australian Recording Industry Association (ARIA) certificou-o com platina pelas mais de 70 mil unidades distribuídas em território australiano. Na Nova Zelândia, o tema alcançou a décima primeira posição e esteve nesse mesmo posto durante três semanas não-consecutivas. A 16 de Julho de 2005, estreou no quinto lugar da tabela musical UK Singles Chart do Reino Unido. Na Irlanda, entrou na lista a 7 de Julho de 2005, a ocupar a oitava posição na Irish Singles Chart, obtendo o seu melhor desempenho como quarto semanas depois. Em restante território europeu, conseguiu ficar entre as quinze faixas mais vendidas de países como a Áustria, Noruega e Suíça.
| Tabela musical (2004-2005)                       | Melhor posição |
| ------------------------------------------------ | -------------- |
| Alemanha - Media Control AG                      | 6              |
| Austrália - ARIA Charts                          | 3              |
| Áustria - Ö3 Austria Top 40                      | 3              |
| Bélgica - Ultratop 50 (Flandres)                 | 22             |
| Bélgica - Ultratop 40 (Valónia)                  | 31             |
| Estados Unidos - Billboard Hot 100               | 2              |
| Estados Unidos - Billboard Pop Songs             | 1              |
| Estados Unidos - Billboard Adult Contemporary    | 22             |
| Estados Unidos - Billboard Dance/Club Play Songs | 22             |
| Europa - European Hot 100                        | 5              |
| Irlanda - IRMA                                   | 4              |
| Itália - FIMI                                    | 35             |
| Noruega - VG-lista                               | 9              |
| Nova Zelândia - RIANZ                            | 11             |
| Países Baixos - Dutch Top 40                     | 4              |
| Reino Unido - UK Singles Chart                   | 5              |
| Suécia - Sverigetopplistan                       | 16             |
| Suíça - Schweizer Hitparade                      | 7              |

| Tabela musical (2005)                      | Posição |
| ------------------------------------------ | ------- |
| Austrália - ARIA Singles Chart             | 22      |
| Áustria - Austrian Singles Chart           | 42      |
| Bélgica - Belgian Singles Chart (Flanders) | 85      |
| Estados Unidos - Billboard Hot 100         | 4       |
| Estados Unidos - Billboard Pop Songs       | 1       |
| Países Baixos - Dutch Top 40               | 74      |
| Suécia - Swedish Singles Chart             | 76      |
| Suíça - Swiss Singles Chart                | 59      |

| Tabela musical (2000–2009)           | Posição |
| ------------------------------------ | ------- |
| Estados Unidos Billboard Hot 100     | 47      |
| Estados Unidos - Billboard Pop Songs | 6       |

| País           | Provedor     | Certificação |
| -------------- | ------------ | ------------ |
| Austrália      | ARIA         | Platina      |
| Canadá         | Music Canada | Platina      |
| Estados Unidos | RIAA         | Platina      |

## Créditos
Todo o processo de elaboração da canção atribui os seguintes créditos pessoais:
| - Kelly Clarkson – vocalista principal, composição; - Martin Sandberg - composição, produção, gravação, instrumentos; - Lukasz Gottwald - composição, produção, gravação, instrumentos; - Lass Marten - gravação, instrumentos; - Jason Rankins, Johan Brorsson, Tim Roberts - assistência; | - Kevin Guarnieri - gravação; - Serban Ghenea - mistura; - Tim Roberts - assistência; - John Brorsson - engenheiro Pro-Tools; - John Hanes - assistência; - Shawn Pelton - bateria. |

## Histórico de lançamento
"Since U Been Gone" começou a ser reproduzida nas rádios norte-americanas a 16 de Novembro de 2004. Digitalmente, foi disponibilizada na iTunes Store a 23 de Dezembro em maior parte dos países, com a versão original e ainda uma interpretação ao vivo. Na Alemanha, Países Baixos e Reino Unido também recebeu comercialização em CD single e maxi single em 2005. 
| País           | Data                   | Formato                | Editora(s) discográfica(s) |
| -------------- | ---------------------- | ---------------------- | -------------------------- |
| Estados Unidos | 16 de Novembro de 2004 | Rádio mainstream       | 19 Recordings, RCA Records |
| Alemanha       | 23 de Dezembro de 2004 | Descarga digital       | 19 Recordings, RCA Records |
| Brasil         | 23 de Dezembro de 2004 | Descarga digital       | 19 Recordings, RCA Records |
| França         | 23 de Dezembro de 2004 | Descarga digital       | 19 Recordings, RCA Records |
| Portugal       | 23 de Dezembro de 2004 | Descarga digital       | 19 Recordings, RCA Records |
| Países Baixos  | 2 de Junho de 2005     | CD single, maxi single | 19 Recordings, RCA Records |
| Reino Unido    | 4 de Julho de 2005     | CD single, maxi single | 19 Recordings, RCA Records |
| Alemanha       | 18 de Julho de 2005    | Maxi single            | 19 Recordings, RCA Records |
| Alemanha       | 29 de Agosto de 2005   | CD single              | 19 Recordings, RCA Records |